# 米盧萬尼亞
48°58′0″N 24°55′2″E / 48.96667°N 24.91722°E
米盧萬尼亞（羅馬化：Myluvannia）是烏克蘭西部伊萬諾-弗蘭科夫斯克州伊萬諾-弗蘭科夫斯克區特斯梅尼察市鎮的村莊。該村始建於1437年，面積12.7平方公里，2001年人口1,135，人口密度每平方公里89.7人。